# JW Engineering and Motorsport
JW Engineering and Motorsport (auch verkürzt zu JWE Motorsport) ist ein britischer Hersteller von Automobilen.

## Unternehmensgeschichte
Jim Walker gründete 2011 das Unternehmen in St Austell in der Grafschaft Cornwall. Er begann mit der Produktion von Automobilen und Kits. Der Markenname lautet Thruxton. Insgesamt entstanden bereits im ersten Jahr etwa zwei Fahrzeuge.

## Fahrzeuge
Das einzige Modell ist der Thruxton GT 200. Das Fahrzeug ist inspiriert vom Austin-Healey 3000, aber keine direkte Nachbildung. Dies ist ein zweisitziger Roadster. Der Motor stammt von BMW aus den Baureihen E 36 und E 46. Das Fahrzeug wiegt nur etwa 600 kg.